# Christian Ramond
Sydney Christian Ramond  (Bonn, 1962) is een Duitse contrabassist in de jazz.

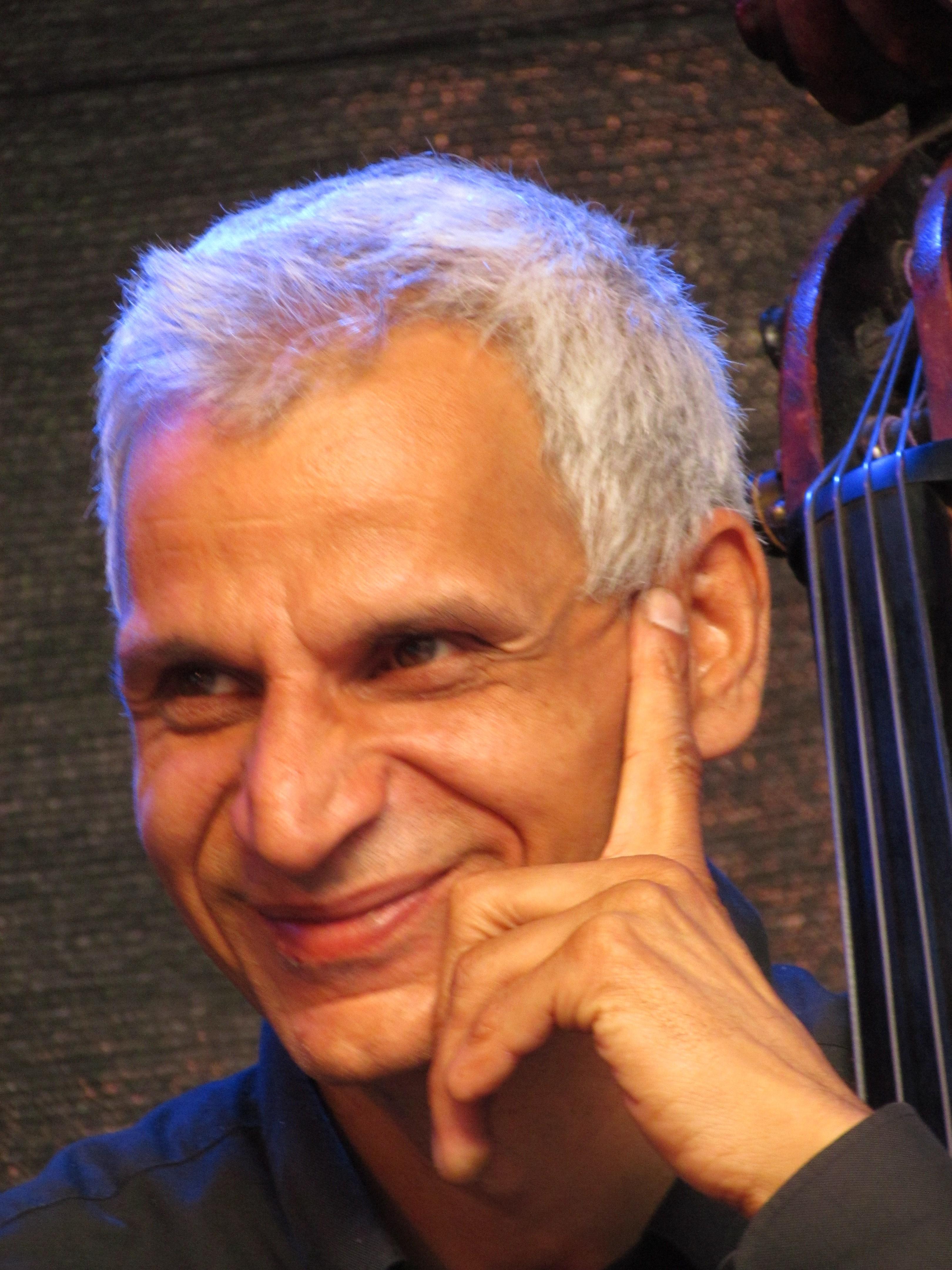
Christian Ramond (2012)

## Biografie
Ramond studeerde van 1983 tot 1987 aan de Musikhochschule Köln en kreeg daarna een beurs van de Academy of Fine Arts in Banff, Canada. 
Hij speelt in verschillende soorten groepen, zoals het Wolfgang Engstfeld/Peter Weiss-kwartet, het kwartet van Theo Jörgensmann (Snijbloemen, 1999), het trio van Michel Pilz, het Trio DRA met Christopher Dell, het kwartet van Michael Heupel, het kwartet van Allan Praskin en Wolfgang Köhler, in een trio met Andreas Schmidt en John Schröder, en in het kwartet van Henning Berg. Hij heeft veel internationaal getoerd. Sinds 2010 is hij lid vanTheo Jörgensmann Freedom Trio.

## Discografie (selectie)
- Hommage Á Tristano (met Andreas Schmidt, John Schröder), Konnex Records 2006
- Heimatlieder (met Conny Bauer, Hans Reichel, Manfred Schoof, Matthias Schriefl, Ute Völker, Wolfgang Schmidtke, Peter Weiss), Jazzwerkstatt 2008
- The Universe (met Robert Kusiołek, Perry Robinson, Klaus Kugel), MP 2014